# Heterotardigrada
Classe
Les Heterotardigrada, Hétérotardigrades en français, sont une classe de l'embranchement des tardigrades ou oursons d'eau, caractérisés par des appendices remarquables sur la tête, ou des plaquettes dures de blindage sur le dos (sclérites).
Ils ont été décrits en 1927 par le zoologiste brésilien d'origine allemande Ernesto Marcus (1893–1968), et comprennent aussi bien des espèces marines que des espèces terrestres ou d'eau douce (limno-terrestres). Les formes marines en particulier se distinguent par une grande multiplicité d'espèces, et une grande variabilité de forme du corps parmi les tardigrades.

## Caractéristiques
Les tardigrades sont dans l'ensemble un groupe animal très homogène, dont la structure corporelle ne  varie que dans d'étroites limites. Par la suite, il ne sera mentionné que les caractères distinctifs des hétérotardigrades, caractéristiques de cette classe. On  trouvera une analyse plus détaillée de l'anatomie dans l'article sur les tardigrades. La plupart des hétérotardigrades atteignent une longueur du corps entre 100  et   150 μm.

### Cuticule
Un des caractères les plus remarquables de bien des hétérotardigrades sont des indurations de l'extérieur de la peau, la cuticule sans cellules, que l'on trouve en particulier dans l'ordre limno-terrestre des Echiniscoidea, mais en partie aussi chez d'autres espèces de l’ordre des arthrotardigrades. Ces indurations forment un arrangement de petites plaques sur le dos, les sclérites, que l'on peut considérer comme un blindage du corps, et qui portent souvent des protubérances épineuses. Le nombre et l'agencement exacts des plaques, qui peuvent aussi en partie se joindre, est un critère important pour la détermination des espèces. Au sein du genre Testechiniscus, on trouve en plus des plaques ventrales, que l'on appelle alors sternites. 
La structure fine microscopique de la cuticule est aussi typique des hétérotardigrades : dans une couche nommée épicuticule, on trouve des « piliers » caractéristiques, entourés d'espaces vides, si bien que la coupe présente une structure en nid d'abeilles, ce qui raidit encore la peau externe. Les hétérotardigrades marins sont incolores, tandis que les terrestres peuvent souvent être colorés par leur nourriture ou des pigments spéciaux.

### Appendices de la tête et du corps
Outre les sclérites, beaucoup d'hétérotardigrades, et notamment des espèces d'arthrotardigrades, se distinguent par de nombreux appendices sur la tête et le corps. Particulièrement remarquables sont les cirrhes sur la tête, qui servent sans doute à la perception du toucher. Le cirrhe comprend une base, le cirrhiphore, un segment court et large, le col ou scapus (colonne), et le poil sensitif proprement dit, long et fin, que l'on appelle flagellum (fouet). Outre les cirrhes, on trouve aussi sur la tête des hétérotardigrades des structures à la fonction vraisemblablement chimiosensible, les clavae (massues), vraisemblablement évoluées à partir des cirrhes, mais plus larges et creuses à l'intérieur. Les forme, nombre et arrangement des cirrhes et clavae est un caractère important pour la détermination de l’espèce au sein des hétérotardigrades. D'autres signes caractéristiques sont de longs filaments implantés sur le côté du corps, ou à l'arrière, et que l'on désigne par alae (ailes), ainsi que des excroissances de grande surface de la cuticule, que l’on trouve chez de nombreuses espèces marines, et qui servent probablement à la dissémination des animaux par les  courants marins.

### Extrémités
Les pattes ont la même structure fondamentale que chez tous les tardigrades ; cependant il se trouve souvent sur chaque patte de la quatrième paire une couronne de petites dents de cuticule, dont on ne connaît pas la fonction. Souvent, les griffes des hétérotardigrades ne se trouvent pas directement sur le bout de la patte, mais au bout d´orteils distincts. Elles sont souvent munies d´éperons, petites excroissances, et chez quelques espèces, elles sont remplacées par des ventouses.

### Cavité corporelle et système digestif
Les hétérotardigrades ont aussi quelques différences dans leur anatomie interne. Tout d'abord, leur espace interne, l´hémocœle apparaît nettement plus petit que chez la plupart des eutardigrades, l'autre grande classe de tardigrades. Les stylets avec lesquels les animaux peuvent piquer et sucer par exemple des cellules d'algues sont usuellement plus fins et presque toujours rectilignes. Le pharynx musculeux est stabilisé par des bandes dures sur toute la longueur, contrairement aux placoïdes individuelles, structures en bâtonnets, que l'on trouve chez les eutardigrades. La musculature du pharynx est composée de 51 cellules musculaires épithéliales équivalentes ; l'hypothèse ancienne que celles-ci consistaient en 27 cellules épithéliales et 24 cellules proprement musculaires, les premières recouvrant la surface du pharynx et les secondes exerçant la force de succion, a été démontrée fausse par des études au microscope électronique. L'intestin présente souvent cinq ou six anfractuosités, les diverticula.

### Organes excrétoires et reproducteurs
Les glandes de Malpighi servant à l'excrétion et à l´osmorégulation, comme celles que l'on trouve chez les eutardigrades, n'existent pas chez les hétérotardigrades. L'osmorégulation, c'est-à-dire le réglage du contenu en sel, n'est pas nécessaire chez les formes marines, car le liquide interne au corps est isotonique avec l'eau de mer, c'est-à-dire contient la même quantité de sel. Chez quelques espèces terrestres, on trouve entre les points de départ des deuxième et troisième paires de pattes des organes spéciaux, qui ont probablement une fonction d'excrétion. Quand ils sont présents, ils consistent en une cellule médiale (au milieu) et deux latérales (de côté).
Une caractéristique des hétérotardigrades est le point de sortie de l'oviducte, appelé gonopore, qui se trouve toujours à l'extérieur du corps, le plus souvent devant l'anus, plus rarement derrière, mais jamais à l'intérieur de l’intestin inférieur ou rectum. Il  est toujours entouré d'une rosette de jusqu'à six pétales. Les magasins spermatiques, où le mâle peut déposer son sperme sont, quand ils existent, en double. Chez le mâle, l'ouverture sexuelle est ovale ou circulaire et légèrement proéminente.

## Diffusion et espace vital
Les hétérotardigrades se trouvent dans le monde entier, aussi bien dans la mer que dans les eaux douces et sur terre, mais on trouve chez les espèces marines des densités de population bien plus faibles que chez les terrestres, ce qui explique que ces dernières soient les mieux étudiées. Certaines espèces, comme celles du genre Batillipes se retrouvent dans le monde entier, et vivent parmi la faune des trous de sable de l’estran sur pratiquement toutes les plages sablonneuses ; d'autres, comme  Moebjergarctus manganis s'est apparemment spécialisée, pour une raison inconnue, sur des galets contenant du manganèse du Pacifique sud.
Une série d'espèces vivent comme parasites ou commensaux, c'est-à-dire sans dommage pour l'hôte, sur d'autres animaux, comme Echiniscoides sigismundi sur des moules (bivalves) ou cirripèdes, Pleocola limnoriae sur des isopodes, Actinarctus doryphorus sur des oursins et même Echiniscus molluscorum dans l'escargot terrestre Bulimulus exilis. Les parasites ou commensaux terrestres sont par ailleurs rares, parce que les hétérotardigrades actifs préfèrent l'humidité, qui n'est pas toujours garantie sur terre ; Echiniscus molluscorum est pour cette raison un endoparasite ou commensal. Une espèce indubitablement ectoparasitique est par contre la forme marine Tetrakentron synaptae, qui pique et suce des cellules isolées de concombre de mer (holothurie).

## Mode de vie
La plupart des aspects du mode de vie des hétérotardigrades ne sont  pas spécifiques de cet ordre, et sont donc traités dans l'article général sur les tardigrades.
L'anhydrobiose, la grande résistance à la dessiccation par la formation de structures de survie spéciales, les barillets, est souvent considérée comme une propriété caractéristique des tardigrades, mais elle n'existe en fait qu'au sein de l’ordre des Echiniscoidea. À une exception près, tous les arthrotardigrades vivent en mer, qui offre des conditions d'environnement constantes, si bien que ces espèces n'ont jamais eu à développer la faculté de former des barillets.
Les hétérotardigrades peuvent se multiplier aussi bien sexuellement que de manière asexuée. En particulier chez les Echiniscoidea, on trouve chez beaucoup d'espèces la parthénogénèse, c'est-à-dire la reproduction asexuée sans mâle, où les femelles pondent des œufs non fécondés, dont éclosent à leur tour exclusivement des femelles (parthénogenèse thélytoque). Cette forme de reproduction est couplée à l'anhydrobiose, et survient en particulier dans des milieux de vie sujets à de fortes variations environnementales. Dans le cas de reproduction sexuée, il existe presque toujours des sexes distincts ; les espèces hermaphrodites, qui sont en mesure de se féconder elles-mêmes ne se trouvent que chez un seul genre parmi les arthrotardigrades. 
Les œufs des hétérotardigrades sont lisses et sont pondus par la femelle soit libres, soit enveloppés dans la vieille peau de mue inutile, l'exuvie. Le développement en adulte est considéré comme direct, bien que la présence de divers stades de mue soit parfois considéré comme une indication de développement indirect. Les juvéniles éclosant n'ont souvent pas d'anus, si bien que leurs fèces ne sont rejetées qu'avec la cuticule lors de la première mue, et en outre il leur manque l'ouverture sexuelle (gonopore) ; les pattes présentent souvent deux griffes de moins que chez l'adulte. À la première mue, l'anus émerge et le nombre complet de griffes voit le jour ; le gonopore ne se forme par contre qu'à la deuxième mue. Chez Batillipes nourrevangi, il existe encore une troisième mue ; chez l'espèce parasite Tetrakentron synaptae, par contre, les juvéniles sont munis à l'éclosion de tous les caractères adultes.
La durée de vie de la plupart des espèces hétérotardigrades est inconnue, sans doute entre quelques mois et un à deux ans. Des intervalles cryptobiotiques, dans lesquels les animaux ne vieillissent pas, peuvent prolonger de quelques années la durée de vie d'espèces terrestres de l'ordre des Echiniscoidea ; pour la plupart des arthrotardigrades, cette possibilité n'existe pas.

## Phylogénie

### Formes modernes
Les rapports avec l'autre grande classe de tardigrades, les eutardigrades sont encore peu clairs. On part souvent de l'hypothèse que des prédécesseurs marins de l’ordre des arthrotardigrades auraient donné le jour à des formes terrestres et dulcicoles de l’ordre des Echiniscoidea, et en particulier de la famille des Echiniscidae, dont se seraient développés à leur tour les eutardigrades :
- Tardigrades (hétérotardigrades, arthrotardigrades)
  - o Diverses classes
  - o Echiniscoidea
    - o Divers ordres
    - o Echiniscidae
      - o Diverses familles
      - o Eutardigrades

Ceci voudrait dire que les hétérotardigrades ne forment pas un groupe naturel, puisque des espèces séparées, par exemple de la famille des Echiniscidae  seraient plus proches parentes des eutardigrades que des autres hétérotardigrades. Cette hypothèse est appuyée sur le fait que les hétérotardigrades présentent encore relativement beaucoup de caractères primitifs, considérés comme caractéristiques de la forme initiale des tardigrades.
Tandis que le scénario précédent semble très plausible, il n'a pu être confirmé par les études de phylogénie moléculaire actuelles ; celles-ci sont par contre en faveur de la thèse que les hétérotardigrades sont un taxon monophylétique, c'est-à-dire qu'ils sont sans exception dans la descendance du dernier ancêtre commun du groupe. Cette hypothèse se traduit par le diagramme suivant :
- Tardigrades
  - o Hétérotardigrades
    - o Arthrotardigrades
    - o Echiniscoidea

  - o Eutardigrades

### Formes fossiles
Il est très probable que les hétérotardigrades sont déjà apparus très tôt sur la terre, probablement pendant l'ère géologique paléozoïque, bien que l'on n'ait pas trouvé de fossile caractéristique des hétérotardigrades pour cette époque.
On a trouvé un juvénile mal conservé dans de l’ambre jaune du crétacé, et que l'on peut peut-être ranger chez les hétérotardigrades, sinon, il n'y a pas d'indications sur l'histoire de ce taxon.

## Systématique
La monophylie des hétérotardigrades est contestée, comme exposé (voir supra), c'est-à-dire qu'il n'est pas actuellement clair de savoir si toutes les espèces forment un groupe de parenté naturelle, et non si au contraire, quelques formes ne sont pas plus rapprochées d'espèces d'eutardigrades.
Classiquement, on distingue dans tous les cas deux ordres bien distincts :
- Les arthrotardigrades paraissent exclusivement dans la mer, à l'exception de Styraconyx hallasi, et passent souvent pour les ancêtres de tous les tardigrades. Ils se caractérisent par un nombre particulièrement élevé de caractères primitifs et par de nombreuses structures de la tête comme les cirrhes et les clavae, que l'on utilise pour la subdivision de l’ordre en familles. Leurs quatre à six griffes ne sont fréquemment pas insérées directement sur le bout de la patte, mais au bout d'un « orteil » fin. La plupart des genres sont monotypiques, c'est-à-dire ne comprennent qu'une seule espèce, ce que l'on interprète souvent comme un signe de leur grand âge.
- Les Echiniscoidea vivent principalement en eau douce ou sur terre, rarement en mer. Les premières formes se caractérisent par des blindages de leur cuticule sur le dos et parfois sur le ventre, les sclérites et les sternites. L'arrangement et la structure de ces dernières est un auxiliaire précieux pour une classification plus poussée des Echiniscoidea. Ils ont aussi des appendices sur la tête, mais le plus souvent pas très apparents ; les griffes, jusqu'à 13, poussent directement sur le bout des pattes.

Chez les deux ordres, la structure fine des griffes et la constitution de la musculature du pharynx jouent un grand rôle dans la suite de la classification.
Il n'est pas encore clair de savoir si chacun de ces ordres est un groupe monophylétique ; il est souvent supposé, comme dit précédemment, que les Echiniscoidea sont issus des arthrotardigrades. Dans ce cas, on introduit souvent chez les arthrotardigrades la famille des  Stygarctidae, qui pourraient être étroitement apparentés avec les Echiniscoidea :
- o Arthrotardigrades
  - o N.N.
    - o Stygarctidae
    - o Echiniscoidea

  - o diverses familles

Si cette hypothèse devait se vérifier, les arthrotardigrades apparaîtraient comme un groupe paraphylétique, c'est-à-dire qu'un sous-groupe serait plus proche parent avec des espèces hors du taxon qu'avec les autres arthrotardigrades. Les systématiciens travaillant sur une base cladistique ne le reconnaîtraient plus comme un clade. Les premiers travaux de phylogénie moléculaire parlent cependant à l'encontre de cette hypothèse.

### Liste des ordres
Selon Degma, Bertolani et Guidetti, 2013 :
- Arthrotardigrada Marcus, 1927
- Echiniscoidea Richters, 1926

## Publication originale
- Marcus, 1927 : Zur Anatomie und Ökologie mariner Tardigraden. Zoologische Jahrbücher, Abteilung für Systematik, vol. 53, p. 487–558.